# Эротомания
Эротома́ния (от др.-греч. ἔρως «любовь», «предмет любви» и μανία «безумие»), также известная как эротомани́ческий бред, эротома́нный бред, эроти́ческий бред, — бредовая убеждённость человека о том, что он любим другим, в действительности обычно не питающим к нему никаких чувств или не подозревающем о его существовании, человеком:1181. Эротомания Клерамбо — разновидность эротомании, при которой больной убеждён, что он любим человеком с более высоким социальным положением, чем его собственное:420. Описана впервые в 1925 году Г. Г. де Клерамбо.
Подобный вид бреда часто возникает при психозах, особенно при шизофрении и маниакальной фазе биполярного расстройства.
Больной верит, что объект эротомании проявляет своё отношение к нему посредством особых знаков, тайных сигналов, телепатически, либо зашифрованными сообщениями в СМИ. Как правило, он отвечает на эти «сообщения» ответным выражением привязанности посредством писем, телефонных звонков, подарков и личных визитов. Когда объект иллюзорной любви отрицает её существование, пациент интерпретирует это как часть тайной стратегии, скрывающей их секретные отношения от внешнего мира.